# John M. Clayton
John Middleton Clayton (Dagsboro, 24 de julho de 1796 – Dover, 9 de novembro de 1856) foi um advogado e político norte-americano. Era um membro do Partido Whig e serviu como senador por Delaware em três ocasiões diferentes entre 1829 e 1856, e também como Secretário de Estado dos Estados Unidos de 1849 a 1850 durante a presidência de Zachary Taylor e o início da de Millard Fillmore.